# Христо Дишков
Христо Дишков е бивш български футболист, нападател. Играл е за Спартак (Пловдив) (1957 – 1967), Ботев (Пловдив) (1967 – 1970) и Марица (1970 – 1972). Има 300 мача и 101 гола в А група (203 мача и 76 гола за Спартак (Пд), 76 мача и 20 гола за Ботев и 21 мача с 5 гола за Марица). С отбора на Спартак (Пд) е шампион на България през 1963, вицешампион през 1962 и носител на Купата на Съветската армия през 1958 г. Има 9 мача и 2 гола за А националния отбор (1961 – 1967). В евротурнирите има 10 мача и 2 гола (4 мача с 1 гол за Спартак (Пд) и 2 мача за Ботев в КЕШ и 2 мача с 1 гол за Спартак и 2 мача за Ботев в турнира за купата на УЕФА, тогава „Купа на панаирните градове“).